# Kaya Kiyohara
Kaya Kiyohara (清原 果耶, Kiyohara Kaya), née le 30 janvier 2002 à Osaka (Japon), est une actrice japonaise.

## Filmographie sélective

### Cinéma
- 2015 : Le Typhon de Noruda (台風のノルダ, Taifū no Noruda?) de Yōjirō Arai
- 2018 : Chihayafuru Part 3 (ちはやふる 結び, Chihayafuru Musubi?) de Norihiro Koizumi[2]
- 2020 : Josée, le Tigre et les Poissons (ジョゼと虎と魚たち, Joze to tora to sakanatachi?) de Kōtarō Tamura[3]
- 2021 : Porte vers l'été : Vers le futur avec toi (夏への扉 キミのいる未来へ, Natsu e no tobira: Kimi no iru mirai e?) de Takahiro Miki[4]